# Старокирочный переулок
Староки́рочный переу́лок (до 1922 Ки́рочный переу́лок, Ста́рый Ки́рочный переу́лок) — переулок в бывшей Немецкой слободе, нынешнем Басманном районе Москвы. Проходит от Бауманской улицы до Лефортовской площади, нумерация домов — от Бауманской улицы. К западу от Бауманской улицы трассу Старокирочного переулка продолжает Аптекарский переулок.

## Происхождение названия
От лютеранской кирхи (кирки), церкви святых апостолов Петра и Павла. Первая, деревянная, кирха была построена офицерской общиной Немецкой слободы в 1620-е годы и снесена в 1669 году. В 1694 году на её месте была построена каменная церковь, сгоревшая в пожар 1812 года и возрождённая уже в другом месте Москвы.
В четырёхстах метрах к югу проходит Новокирочный переулок, названный по второй кирхе, лютеранской церкви св. Михаила, построенной в 1764 году и снесённой в 1928 году (современный адрес: улица Радио, 17).
Оба переулка изначально именовались просто Кирочными, затем Новым Кирочным и Старым Кирочным, а современное название приобрели в 1922 году.

## История
См. Немецкая слобода

## Примечательные здания
- № 1/47 — место, на котором стоял Басманный (Бауманский) рынок, обрушившийся 23 февраля 2006 года.
- № 3 — жилой дом 1815 года постройки.
- № 5, стр. 1—10 — Бывшая усадьба и ткацкая фабрика Михаила Григорьевича Бородина, а впоследствии его сыновей Семёна и Николая[1]. В советское время  комплекс зданий в собственности ОАО «Мосхимфармпрепараты» им. Н. А. Семашко" (бывший Московский алкалоидный завод):
- стр. 1,  памятник архитектуры (региональный) — главный дом городской усадьбы XVIII—XIX веков,
- стр. 4,  памятник архитектуры (вновь выявленный объект) — жилой дом 1815 года постройки,
- стр. 5,  памятник архитектуры (региональный) — сторожка городской усадьбы (1896, арх. Н. И. Якунин).
- № 13/1 — Городская усадьба А. М. Нестерова (1770-е). С 1832 года здесь находилась Лефортовская полицейская часть. В настоящее время в здании располагается Институт бизнес права, факультет Московского государственного юридического университета имени О. Е. Кутафина (МГЮА), созданный в 2014 году.

- № 6 (Бауманская улица 53, стр. 8, во дворе)  памятник архитектуры (федеральный) — «дом Анны Монс» (дом Вандергульстов)[2]. Палаты XVII века находятся во дворе бывшего военно-химического завода. Доведены пользователем, ОАО «Российские космические системы», до неудовлетворительного состояния. Рядом с «домом Анны Монс», на углу Старокирочного переулка и Немецкой (Басманной) улицы, с 1688 года находилась старейшая католическая церковь в Москве — храм святых апостолов Петра и Павла — сначала деревянная, затем каменная, которая сгорела в пожаре Москвы 1812 года, была восстановлена, а после того как в 1840-е годы община церкви в выстроила новое в Милютинском переулке, старая церковь еще долгое время находилась в ветхом и заброшенном состоянии.
- №14 — жилой многоквартирный дом; до революции в здании располагался  приют для престарелых женщин. Дом стал примечательным в 2017 году, когда по решению жильцов он был перекрашен в чёрный цвет[3][4].

## Транспорт
- Станция метро Бауманская, далее автобус 440
- По переулку проходит автобус 440
- До 1986 года по Старокирочному переулку проходила трамвайная линия (маршруты 43, 50), которую предполагалось ликвидировать на время строительства Третьего транспортного кольца. Власти Москвы неоднократно заявляли о планах восстановления трамвайного движения по маршруту от станции метро «Бауманская» до Госпитальной площади[5][6]. Восстановление должно было начаться в 2013—2014 гг., но до сих пор не реализовано[7]